# Mistrovství světa v dráhové cyklistice 2007
Mistrovství světa v dráhové cyklistice 2007  se uskutečnilo ve dnech od 29. března 2007 do 1. dubna 2007 v Palma de Mallorca, Španělsko.

## Medaile dle zemí
| *  | Stát           | Zlato | Stříbro | Bronz | Celkem |
| -- | -------------- | ----- | ------- | ----- | ------ |
| 1  | Velká Británie | 7     | 2       | 2     | 11     |
| 2  | Austrálie      | 2     | 0       | 4     | 6      |
| 3  | Nizozemsko     | 1     | 4       | 1     | 6      |
| 4  | Francie        | 1     | 2       | 1     | 4      |
| 5  | Kuba           | 1     | 1       | 0     | 2      |
| 6  | Česko          | 1     | 0       | 1     | 2      |
| 6  | Španělsko      | 1     | 0       | 1     | 2      |
| 6  | USA            | 1     | 0       | 1     | 2      |
| 9  | Hongkong       | 1     | 0       | 0     | 1      |
| 9  | Švýcarsko      | 1     | 0       | 0     | 1      |
| 11 | Čína           | 0     | 2       | 0     | 2      |
| 12 | Dánsko         | 0     | 1       | 1     | 2      |
| 12 | Německo        | 0     | 1       | 1     | 2      |
| 14 | Argentina      | 0     | 1       | 0     | 1      |
| 14 | Belgie         | 0     | 1       | 0     | 1      |
| 14 | Kolumbie       | 0     | 1       | 0     | 1      |
| 14 | Ukrajina       | 0     | 1       | 0     | 1      |
| 18 | Bělorusko      | 0     | 0       | 1     | 1      |
| 18 | Polsko         | 0     | 0       | 1     | 1      |
| 18 | Rusko          | 0     | 0       | 1     | 1      |

## Přehled medailistů
| Disciplína                  | Zlato                                                                    | Stříbro                                                                   | Bronz                                                                  |
| Muži                        |                                                                          |                                                                           |                                                                        |
| Sprint                      | Theo Bos Nizozemsko                                                      | Gregory Bauge Francie                                                     | Mickaël Bourgain Francie                                               |
| 1 km s pevným startem       | Chris Hoy Velká Británie                                                 | Francois Pervis Francie                                                   | Jamie Staff Velká Británie                                             |
| Stíhací závod – jednotlivci | Bradley Wiggins Velká Británie                                           | Robert Bartko Německo                                                     | Sergi Escobar Roure Španělsko                                          |
| Stíhací závod – družstva    | Edward Clancy Geraint Thomas Paul Manning Bradley Wiggins Velká Británie | Ljubomyr Polatajko Maksym Poliščuk Vitalij Popkov Vitalij Ščedov Ukrajina | Casper Jorgensen Jens-Erik Madsen Michael Morkov Alex Rasmussen Dánsko |
| Sprint družstva             | Gregory Bauge Mickaël Bourgain Arnaud Tournant Francie                   | Ross Edgar Chris Hoy Craig MacLean Velká Británie                         | Robert Forstemann Maximilan Levy Stefan Nimke Německo                  |
| Keirin                      | Chris Hoy Velká Británie                                                 | Theo Bos Nizozemsko                                                       | Ross Edgar Velká Británie                                              |
| Scratch                     | Wong Kam Po Hongkong                                                     | Wim Stroetinga Nizozemsko                                                 | Rafal Ratajczyk Polsko                                                 |
| Bodovací závod              | Joan Llaneras Španělsko                                                  | Iljo Keisse Bělorusko                                                     | Michail Ignaťjev Rusko                                                 |
| Madison                     | Franco Marvulli Bruno Risi Švýcarsko                                     | Peter Schep Danny Stam Nizozemsko                                         | Alois Kaňkovský Petr Lazar Česko                                       |
| Omnium                      | Alois Kaňkovský Česko                                                    | Walter Fernando Perez Argentina                                           | Charles Bradley Huff USA                                               |
| Ženy                        |                                                                          |                                                                           |                                                                        |
| Sprint                      | Victoria Pendletonová Velká Británie                                     | Guo Shuang Čína                                                           | Anna Meares Austrálie                                                  |
| 500 m s pevným startem      | Anna Meares Austrálie                                                    | Lisandra Guerra Kuba                                                      | Natalija Cylinská Bělorusko                                            |
| Stíhací závod               | Sarah Hammer USA                                                         | Rebecca Romerová Velká Británie                                           | Katie MacTier Austrálie                                                |
| Sprint družstva             | Victoria Pendletonová Shanaze Reade Velká Británie                       | Yvonne Hijgenaar Willy Kanis Nizozemsko                                   | Kristine Bayley Anna Meares Austrálie                                  |
| Keirin                      | Victoria Pendletonová Velká Británie                                     | Guo Shuang Čína                                                           | Anna Meares Austrálie                                                  |
| Scratch                     | Yumari Gonzalez Kuba                                                     | Maria Luisa Calle Williams Kolumbie                                       | Adrie Visser Nizozemsko                                                |
| Bodovací závod              | Katherine Bates Austrálie                                                | Mie Bekker Lacota Dánsko                                                  | Catherine Cheatley Nový Zéland                                         |